# Moony
Monica «Moony» Bragato (Venecia, 27 de septiembre de 1980) es una cantante italiana. Es conocida por ser la vocalista del sencillo «Point of View» de DB Boulevard, así como en sus sencillos «Dove (I'll Be Loving You)» y «I Don't Know Why».

## Biografía
Criada en Venecia, Moony comenzó destacándose haciendo presentaciones en la escena de los clubes venecianos y se le pidió colaborar con su voz en una serie de canciones del DJ y productor Cristiano Spiller. El primer sencillo fue «Positive», en 1998, en el que incluye elementos de la canción «Physical» de Olivia Newton-John, y el segundo sencillo con Spiller fue «Batucada», lanzado en 1999. También participó en el proyecto, Angelmoon, en la canción «He's All I Want», publicado en 1998.
Su primer gran éxito fue «Point of View» como parte del grupo DB Boulevard. Esa canción se hizo popular en toda la escena de la música dance europea, y entró en la lista de singles del Reino Unido en el número tres. Esto le valió a DB Boulevard la distinción de ser el primer grupo musical italiano en ser nominado en los MTV Europe Music Awards. En 2002, lanzó su carrera en solitario con el lanzamiento del sencillo «Dove (I'll Be Loving You)» convirtiéndose en un éxito comercial, ingresando en la lista de sencillos del Reino Unido en el número nueve. Posteriormente publica su álbum debut Lifestories en 2003.
En 2006, lanza «For Your Love», y dos años después, «I Don't Know Why», la cual se convirtió en un éxito en las pistas de baile gracias a sus diversas remezclas entre ellas, la del alemán Jerome Isma-Ae. Estas últimas dos fueron incluidas en segundo álbum, 4 Your Love lanzado en septiembre de 2009 exclusivamente para Japón, con material previamente publicado y algunas canciones nuevas.

## Discografía

### Álbumes
- 2003: Lifestories
- 2009: 4 Your Love (únicamente en Japón)

### Sencillos
- 2002: "Dove (I'll Be Loving You)"
- 2003: "Acrobats (Looking for Balance)"
- 2003: "This Is Your Life"
- 2005: "Butterfly"
- 2006: "For Your Love"
- 2008: "I Don't Know Why"

### Colaboraciones
- Spiller – "Positive" (1998)
- Angel Moon – "He's All I Want" (1998)
- Spiller – "Batucada" (1999)
- DB Boulevard – "Point of View" (2002)
- DB Boulevard – "Believe" [coros] (2002)
- T&F vs Moltosugo con Moony – "De Fact" (2005)
- Ricky Luchini con Moony – "Little Bird" (2008)
- Robbie Rivera – "You Got To Make It" (acreditada en voces y composición) (2009)